# Jared Borgetti
Jared Francisco Borgetti Echavarría (Culiacán, 14 augustus 1973) is een Mexicaans voormalig voetballer van Italiaanse afkomst. In 2010 zette hij een punt achter zijn carrière.

## Clubcarrière
Borgetti speelde als profvoetballer in Mexico voor Atlas Guadalajara (1994-1996), Santos Laguna (1996-2004), Dorados de Sinaloa (2004) en CF Pachuca (2005). Tijdens de elf seizoenen in zijn vaderland speelde hij 365 duels, waarin de aanvaller 212 keer scoorde. In juli 2005 tekende Borgetti een contract bij Bolton Wanderers uit de Premier League. Daar had hij echter weinig succes. Borgetti maakte slechts twee doelpunten in negentien wedstrijden voor Bolton, waarvan maar vijf duels als basisspeler. In augustus 2006 besloten Borgetti en Bolton daarom uit elkaar te gaan, waarna de Mexicaan tekende bij Al-Ittihad uit Saoedi-Arabië. Na één jaar vertrok hij daar richting Cruz Azul. Hij speelde nog voor vijf verschillende clubs alvorens een punt achter zijn carrière te zetten in 2010.

## Interlandcarrière
Borgetti maakte in februari 1997 zijn debuut in het nationale elftal van Mexico. De aanvaller nam deel aan de Copa América (2001, 2004), het Wereldkampioenschap voetbal 2002 en de Confederations Cup (2005). Op het WK scoorde Borgetti tegen Ecuador en Italië. Op de Confederations Cup maakte Borgetti de enige en daarmee winnende treffer tegen Brazilië en twee goals tegen Duitsland in de troostfinale. Borgetti is de all-time topscorer van het Mexicaans elftal. In meer dan zestig interlands scoorde Borgetti inmiddels 36 keer. Met zijn doelpunt tegen Costa Rica in augustus 2005 passeerde de aanvaller de reeds gestopte internationals Carlos Hermosillo en Luis Hernández op de topscorerslijst van Los Tricolores.